# Podabrus

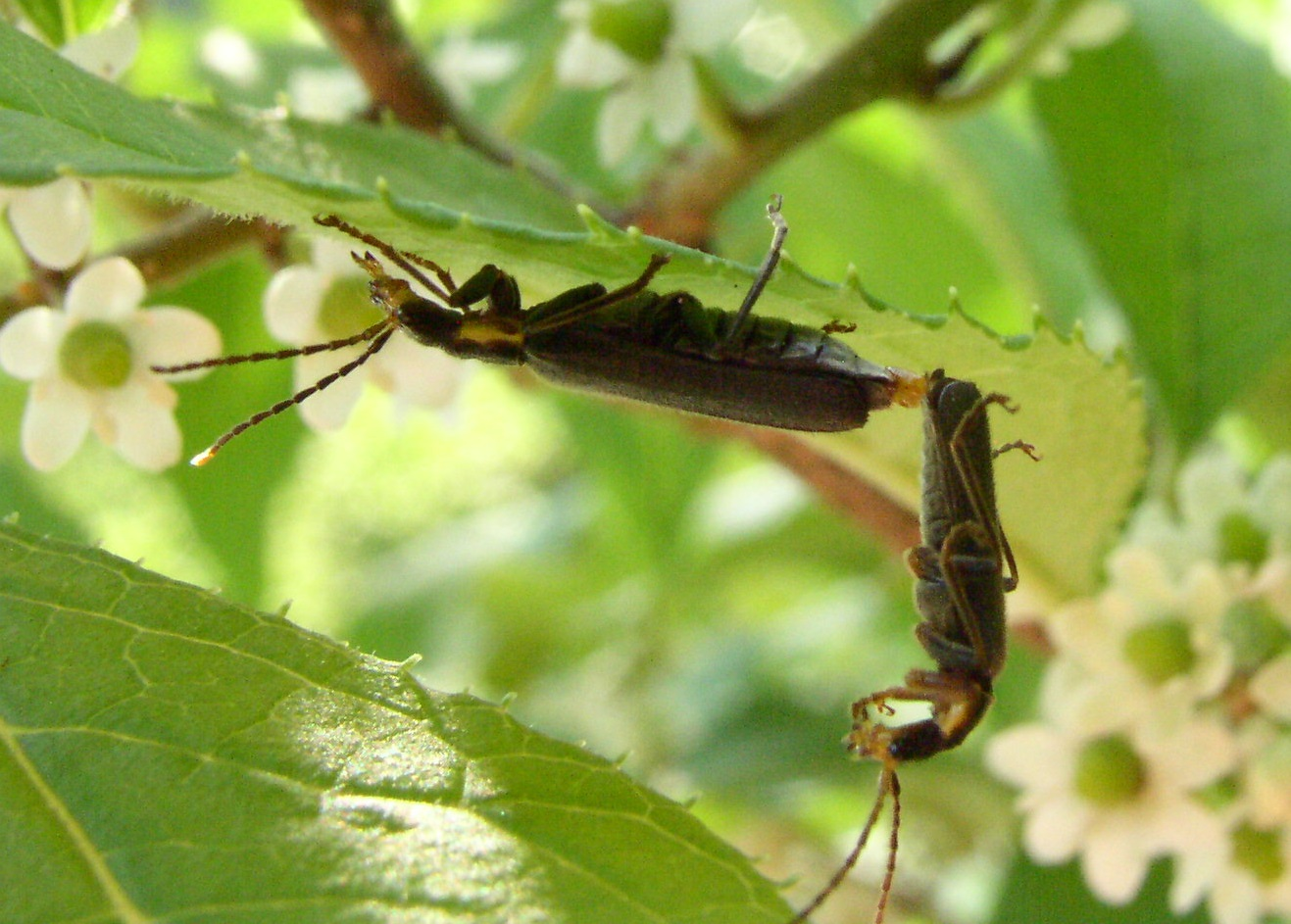
P. rugosulus apareándose

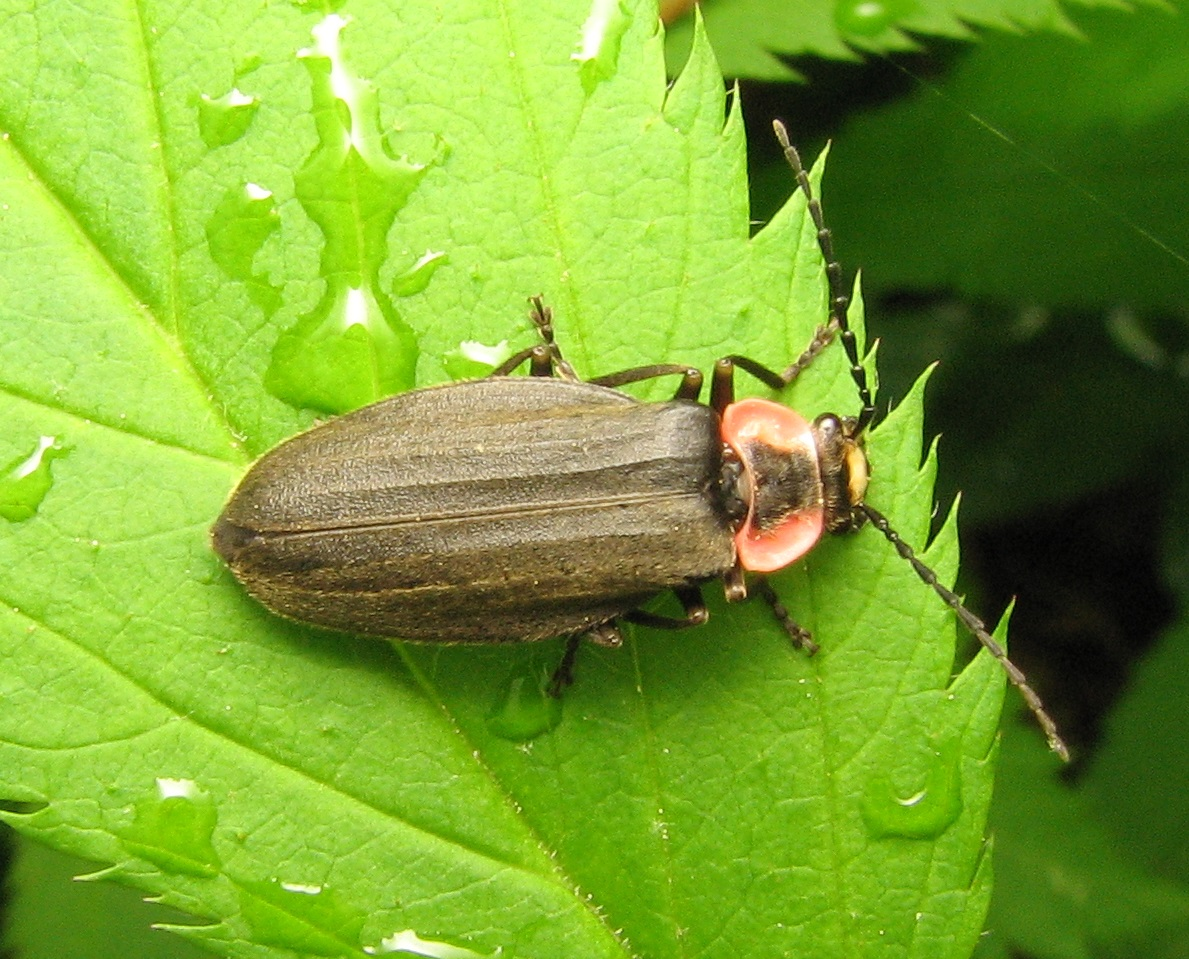
P. tricostatus

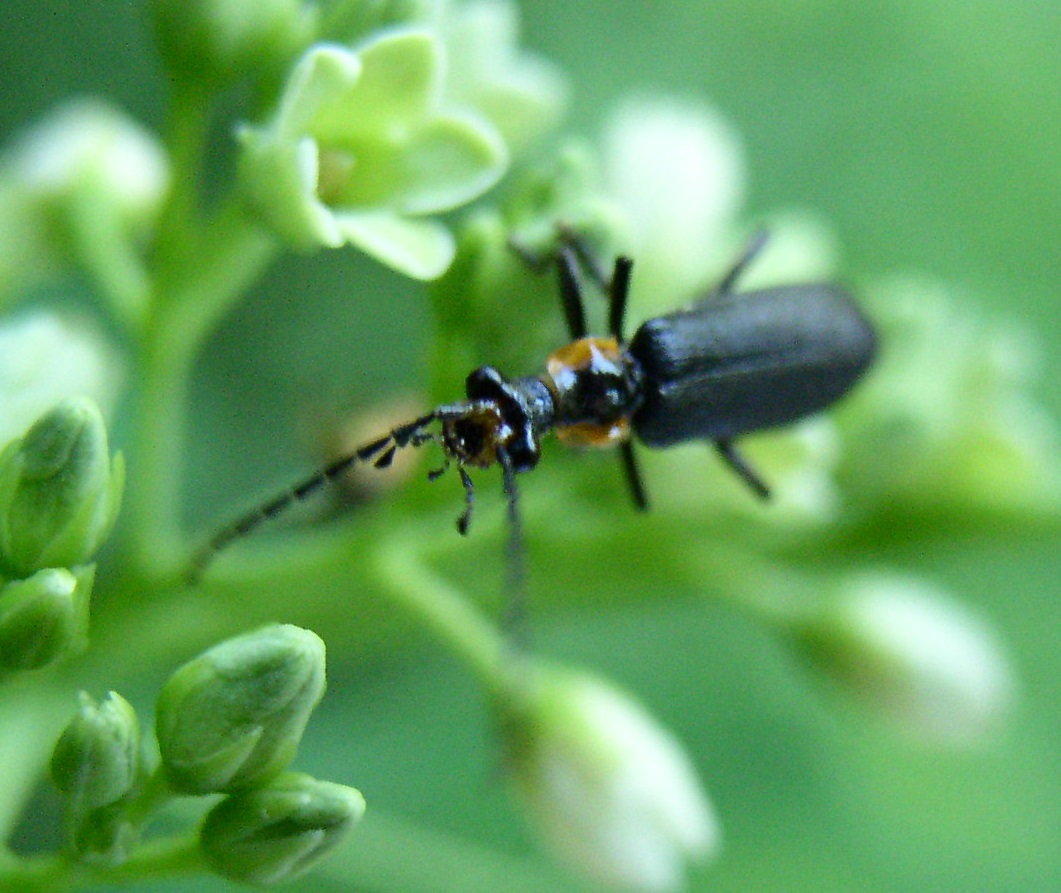
P. frater

Podabrus es un género de escarabajos de la familia Cantharidae con más de 110 especies. En 1838 Westwood describió el género.
La cabeza se enangosta formando un cuello característico. La larva se alimenta de pulgones y otros insectos de cuerpo blando. El adulto toma néctar y a veces melaza. Se los encuentra en follaje y flores en zonas montanas. Muchas especies de Podabrus imitan a las luciérnagas.

## Clasificación de Hallan
Lista de especies de acuerdo a Hallan:

### SubgéneroAsiopodabrus
- Podabrus aomoriensis
- Podabrus asperipunctatus
- Podabrus circumangulatus
- Podabrus falciformis
- Podabrus fragiliformis
- Podabrus fukudai
- Podabrus gifuensis
- Podabrus guangxiensis
- Podabrus hidaensis
- Podabrus hiwadanus
- Podabrus horikawai
- Podabrus hosodai
- Podabrus ichihashii
- Podabrus ichitai
- Podabrus iwanadomensis
- Podabrus kamitakaranus
- Podabrus kashiensis
- Podabrus kawaianus
- Podabrus kiriyamai
- Podabrus kouichii
- Podabrus kurbatovi
- Podabrus kuriyamanus
- Podabrus kuroisawanus
- Podabrus kusamai
- Podabrus longilaterophyses
- Podabrus masatakai
- Podabrus masatoi
- Podabrus nakanei
- Podabrus naratougeanus
- Podabrus nenoharanus
- Podabrus nigripalustris
- Podabrus ohshirakawanus
- Podabrus okuhidanus
- Podabrus oreumsensis
- Podabrus sakaii
- Podabrus shiobaranus
- Podabrus shiraisawanus
- Podabrus shirakomanus
- Podabrus taiwanus
- Podabrus tochigiensis
- Podabrus towadanus
- Podabrus tryznai
- Podabrus tsuboneae
- Podabrus tsuchikawai
- Podabrus uchigadaninus
- Podabrus umasakanus
- Podabrus yamatonus
- Podabrus yokonensis
- Podabrus yunishigawanus

### SubgéneroPodrabrus
- Podabrus abei  Makino & Nakane, 1981:59  (Japón)
- Podabrus ainu Nakane & Makino, 1990:184  (Japón)
- Podabrus azusa Nakane & Makino, 1990:185  (Japón)
- Podabrus chinensis  Li, 1992:102  (Heilongjiang)
- Podabrus fragilis Nakane & Makino, 1989:12  (Japón)
- Podabrus fujisanus Nakane & Makino, 1989:6  (Japón)
- Podabrus fukudai Nakane & Makino, 1990:191  (Japón)
- Podabrus gyotokui Nakane & Makino, 1989:8  (Japón)
- Podabrus hana Nakane & Makino, 1990:187  (Japón)
- Podabrus haroldi Nakane & Makino, 1990:186  (Japón)
- Podabrus hikosanus  Makino & Nakane, 1981:60  (Japón)
- Podabrus himalaicus  Wittmer, 1965:85
- Podabrus hisashii Nakane & Makino, 1990:190  (Japón)
- Podabrus hoshiensis Nakane & Makino, 1990:190  (Japón)
- Podabrus hozumii Nakane & Makino, 1990:190  (Japón)
- Podabrus hyogoensis Nakane & Makino, 1989:8  (Japón)
- Podabrus ihai  Wittmer, 1960
- Podabrus ishidai Nakane & Makino, 1990:188  (Japón)
- Podabrus ishiharai  Sato, 1986:255  (Japón)
- Podabrus kadowakii Nakane & Makino, 1989:4  (Japón)
- Podabrus kamikochianus Nakane & Makino, 1990:185  (Japón)
- Podabrus kansaiensis Nakane & Makino, 1990:186  (Japón)
- Podabrus kasugensis Nakane & Makino, 1989:5  (Japón)
- Podabrus kiiensis Nakane & Makino, 1989:10  (Japón)
- Podabrus kishii Nakane & Makino, 1989:5  (Japón)
- Podabrus kiso Nakane & Makino, 1989:3  (Japón)
- Podabrus komatsui Nakane & Makino, 1990:189  (Japón)
- Podabrus kyushuensis  Takakura, 1988:152  (Japón)
- Podabrus maedai Nakane & Makino, 1989:12  (Japón)
- Podabrus magnus  Wang & Yang, 1990:239 (Mongolia Interior)
- Podabrus marina  Fender, 1966:91
- Podabrus maritimus  Kazantsev, 1996:205 (Rusia)
- Podabrus masaakii Nakane & Makino, 1990:183  (Japón)
- Podabrus nakaoi Nakane & Makino, 1990:183  (Japón)
- Podabrus neglectus Nakane & Makino, 1989:13  (Japón)
- Podabrus ninoseanus Nakane & Makino, 1990:184  (Japón)
- Podabrus nozirianus Nakane & Makino, 1990:186  (Japón)
- Podabrus okadai Nakane & Makino, 1990:188  (Japón)
- Podabrus okianus Nakane & Makino, 1990:184  (Japón)
- Podabrus osawai  Makino & Nakane, 1981:61  (Japón)
- Podabrus owarianus Nakane & Makino, 1990:184  (Japón)
- Podabrus ozeanus Nakane & Makino, 1990:187  (Japón)
- Podabrus rotundimargo Kazantsev, 1996:203(Rusia)
- Podabrus sannoanus Nakane & Makino, 1989:11  (Japón)
- Podabrus shimashimanus Nakane & Makino, 1989:11  (Japón)
- Podabrus simillimus Nakane & Makino, 1989:10  (Japón)
- Podabrus syozoi Nakane & Makino, 1989:7  (Japón)
- Podabrus tajimensis Nakane & Makino, 1990:187  (Japón)
- Podabrus takaii Nakane & Makino, 1990:189  (Japón)
- Podabrus takaosanus Nakane & Makino, 1990:189  (Japón)
- Podabrus tokugoanus Nakane & Makino, 1989:9  (Japón)
- Podabrus tokui  Sato, 1989:182  (Japón)
- Podabrus tomokoae  Sato, 1989:182  (Japón)
- Podabrus uedai Nakane & Makino, 1989:13  (Japón)
- Podabrus yama Nakane & Makino, 1990:187  (Japón)
- Podabrus yanoi Nakane en Nakane & Makino, 1989:3  (Japón)
- Podabrus yoshidae Nakane en Nakane & Makino, 1989:2  (Japón)
- Podabrus youngi Fender, 1979:155 (California)